# Samira (Sängerin)
Samira 151 (* 15. Januar 2002 in Essen, bürgerlich Samira Gajewski) ist eine deutsche Sängerin.

## Leben
Samira wuchs in Essen auf. Ihre Mutter ist Deutsche, ihr Vater ist Aramäer aus der Türkei. Bereits in jungen Jahren fing sie mit dem Singen an und nahm 2016 im Alter von 13 Jahren bei The Voice Kids teil. In den Blind Audition sang sie Katy Perrys Song Dark Horse und kam eine Runde weiter, jedoch schied sie in der Battle Round, in der drei Kandidaten eines Teams gegeneinander antreten und jeweils einer weiterkommt, gegen den späteren Finalisten Noel Andre aus, der später an Samiras 2023 erschienene Single What's my Name mitwirkte.
2020 veröffentlichte sie ihre Debütsingle Babe, ich weiß, die über eine Million Mal auf YouTube aufgerufen wurde. Das dazugehörige Musikvideo, welches später offline genommen wurde, wurde von Shaho Casado gedreht. Zuvor unterschrieb sie einen Vertrag bei RBK, der Künstleragentur von RAF Camora und Ronny Boldt.
Nach weiteren Singles erschien 2022 ihr Debütalbum Amor.
Im Jahr 2024 erreichte sie mit der Videosingle Allein da in Zusammenarbeit mit Jazeek Platz 13 der deutschen Charts. 2025 veröffentlichte sie die Single Crazyyy mit Jazeek, die auf Platz 7 der deutschen Charts landete.

## Diskografie

### Alben
- 2022: Amor

### Singles
| Jahr | Titel Album                 | Höchstplatzierung, Gesamtwochen, AuszeichnungChartplatzierungen (Jahr, Titel, Album, Platzierungen, Wochen, Auszeichnungen, Anmerkungen) | Höchstplatzierung, Gesamtwochen, AuszeichnungChartplatzierungen (Jahr, Titel, Album, Platzierungen, Wochen, Auszeichnungen, Anmerkungen) | Höchstplatzierung, Gesamtwochen, AuszeichnungChartplatzierungen (Jahr, Titel, Album, Platzierungen, Wochen, Auszeichnungen, Anmerkungen) | Anmerkungen                                             |
| Jahr | Titel Album                 | DE | AT | CH | Anmerkungen                                             |
| ---- | --------------------------- | --- | --- | --- | ------------------------------------------------------- |
| 2024 | Allein da –                 | DE13 (8 Wo.)DE | AT30 (3 Wo.)AT | CH57 (4 Wo.)CH | Erstveröffentlichung: 20. Dezember 2024 feat. Jazeek    |
| 2025 | Crazyyy Most Valuable Playa | DE7 (4 Wo.)DE | AT19 (… Wo.)AT | CH33 (… Wo.)CH | Erstveröffentlichung: 26. März 2025 Jazeek feat. Samira |

Weitere Singles
- 2020: Babe, ich weiß
- 2021: Nie wieder sehen
- 2021: Level
- 2021: Melodie
- 2022: Bei Dir (feat. Ahmad Amin)
- 2022: Baby du (feat. Santiago Ghigani)
- 2022: SOS
- 2023: What's My Name
- 2023: Gefangen
- 2023: In deinen Armen
- 2023: Tut mir nicht weh
- 2023: Denkst du a mich?
- 2025: Alles was bleibt (feat. Milano)
- 2025: Hand in Hand